# كأس سنغافورة 2013
كأس سنغافورة 2013 (بالإنجليزية: 2013 Singapore Cup)‏ هو موسم من كأس سنغافورة. كان عدد الأندية المشاركة فيه 16، وفاز فيه نادي هوم يونايتد.